# Etniki Amina
Etniki Amina (gr: Εθνική Άμυνα) – stacja metra ateńskiego na linii 3 (niebieskiej). Została otwarta 28 stycznia 2000. Stacja znajduje się obok budynku Ministerstwa Obrony Narodowej.